# Shoftim (parasha)
Shoftim, Shof'tim, Shofetim, Choftim, Chof'tim ou Chofetim (שופטים — héb pour “juges,” le premier mot de la parasha) est la 48e section hebdomadaire du cycle annuel de lecture de la Torah et la cinquième du Livre du Deutéronome.
Elle correspond à Deutéronome 16:18-21:9. Les Juifs de la Diaspora la lisent généralement en août ou en septembre.

“Justice, tu suivras la justice.”

## Résumé
Moïse prescrit aux enfants d'Israël de nommer des juges intègres; de condamner à mort ceux qui ont été reconnus coupables d'idolâtrie au terme d'un procès réel. Il détaille la façon dont un roi, s'il venait à en être désigné un, devrait exercer son pouvoir; quels sont les critères pour reconnaître un faux prophète, et son châtiment; les règles des villes de refuge; les peines encourues par les faux témoins; le droit de la guerre; la façon d'expier un meurtre dont le coupable est inconnu.

### Divisions de la parasha lors de la lecture complète
La lecture de la parasha à la synagogue le sabbath est traditionnellement divisée en sept sections, pour lesquelles un membre différent de la congrégation est appelé à lire. La première lecture, le rishon, échoit traditionnellement à un cohen, la seconde, appelée sheni, à un levi, les suivantes à un israël (ni cohen ni levi). La septième section comporte une sous-section, le maftir, qui est lu par la personne qui lira ensuite la haftara.
Les sections de la parashat Shoftim sont:
- rishon:
- sheni:
- shlishi:
- revi'i:
- hamishi:
- shishi:
- shevi'i:
  - maftir:

### Divisions de la parasha lors de la lecture abrégée
Une lecture publique de la parasha fut instaurée par Ezra le Scribe le lundi et le jeudi à la synagogue. Cette lecture, sensiblement plus courte, ne comprend que trois sections, la première réservée au cohen, la seconde au levi, la troisième à un israël
- Section du cohen: Devarim[3]
- Section du levi: Devarim[3]
- Section de l'israël: Devarim[3]

### Maqam
Un maqam est un système de modes musicaux utilisé dans la musique arabe mélodique classique. Les juifs originaires des pays orientaux (Afrique du Nord, Syrie) s'en sont inspirés, et adaptent la mélodie de la liturgie du Shabbat en fonction du contenu de la parasha de cette semaine. Ils emploient 10 maqam différents, possédant chacun son usage propre.
Le maqam utilisé lors du sabbath au cours duquel on lit la parashat Shoftim est le Maqam Ajam, marquant la joie d'élire un roi.

## Commandements
La Torah comporte, selon la tradition rabbinique, 613 prescriptions. Différents sages ont tenté d'en établir un relevé dans le texte biblique.
Selon l'un de ces computs les plus célèbres, le Sefer HaHinoukh, la parashat Shoftim comporte 14 prescriptions positives et 27 négatives:
- Il est obligatoire d'instituer des juges et des magistrats en terre d'Israël (Dt 16,18.)
- Il est interdit de planter un arbre dans le sanctuaire (Dt 16,21.)
- Il est interdit d'ériger une stèle (Dt 16,22.)
- Il est interdit d'offrir un animal frappé d'un défaut passager (Dt 17,1.)
- Il faut se conformer sans contestation aux décisions prises par le Sanhédrin (Dt 17,11.)
- Il est interdit de désobéir à une décision prise par le Sanhédrin (Dt 17,11.)
- Il est obligatoire de désigner un roi israélite à la tête de la nation israélite (Dt 17,15.)
- Il est interdit de désigner à ce rôle une personne qui n'est pas née au sein du peuple israélite (Dt 17,15.)
- Le roi ne peut avoir trop de chevaux (Dt 17,16.)
- Il est interdit de résider en permanence en Égypte (Dt 17,16.)
- Il est interdit au roi de prendre trop de femmes (Dt 17,17.)
- Il est interdit au roi d'amasser outre mesure richesses, argent et or (Dt 17,17.)
- Il est obligatoire pour le roi d'écrire un rouleau de la Torah destiné spécialement à son usage personnel (Dt 17,18.)
- La tribu de Lévi n'a aucune part en terre d'Israël, sauf les villes qui leur sont attribuées (Dt 18,1.)
- La tribu de Lévi n'a pas de part au butin de guerre (Dt 18,1.)
- Il est obligatoire de donner l'épaule, la mâchoire et l'estomac de bêtes abattues aux cohanim (Dt 18,3.)
- Il est obligatoire de prélever la terouma, c'est-à-dire la dîme sur le blé, le vin et l'huile d'olive, pour les remettre aux cohanim (Dt 18,4.)
- Il est obligatoire de leur remettre les prémices de la toison du menu bétail (Dt 18,4.)
- Les cohanim doivent assurer le service lors des fêtes par relèves de temps égal (Dt 18,6-8.)
- Il est interdit d'entrer en transe pour prévoir des évènements (Dt 18,10.)
- Il est interdit de pratiquer la magie (Dt 18,10.)
- Il est interdit de marmonner des incantations (Dt 18,11.)
- Il est interdit de consulter un médium (ov) (Dt 18,11.)
- Il est interdit de consulter un sorcier (yidoni) (Dt 18,11.)
- Il est interdit de tenter de contacter les morts (Dt 18,11.)
- Il est obligatoire d'obéir aux ordres du prophète qui parle au nom de Dieu (Dt 18,15.)
- Il est interdit de prophétiser faussement au nom de Dieu (Dt 18,20.)
- Il est interdit de prophétiser au nom d'un dieu étranger (Dt 18,20.)
- Il ne faut pas craindre de mettre à mort le faux prophète (Dt 18,22.)
- Il est obligatoire de désigner six villes de refuge et d'en faciliter l'accès (Dt 19,3.)
- Il est interdit au juge de prendre en pitié celui qui, assassin ou violeur, mérite une sanction lors d'un procès (Dt 19,13.)
- Il est interdit de déplacer les bornes du voisin afin de s'octroyer sa propriété (Dt 19,14.)
- Il est interdit d'accepter un témoignage unique, c'est-à-dire isolé (Dt 19,15.)
- Le faux témoin doit être puni de la façon dont il projetait de faire punir l'accusé (Dt 19,19.)
- Il est interdit de paniquer et battre en retraite devant l'ennemi au combat (Dt 20,3.)
- Il est obligatoire de désigner un cohen pour exhorter l'armée au combat (Dt 20,5.)
- Il est obligatoire, lors d'une guerre facultative, de proposer un traité de paix aux habitants d'une ville avant de l'attaquer, en échange d'une reconnaissance de la souveraineté de la nation israélite et du paiement d'un tribut, et de les traiter en accordance avec la Torah s'ils en acceptent les termes (Dt 20,10.)
- Il est interdit de laisser survivre aucun descendant des sept peuples canaanéens (Dt 20,16.)
- Il est interdit de détruire les arbres fruitiers lors du siège d'une ville (Dt 20,19)
- Les cohanim ont pour obligation, en cas de meurtre irrésolu de briser la nuque d'une génisse rousse dans un bas fond sauvage (Dt 21,4.)
- Il est interdit de cultiver le bas-fond où a été exécutée une génisse rousse (Dt 21,4.)

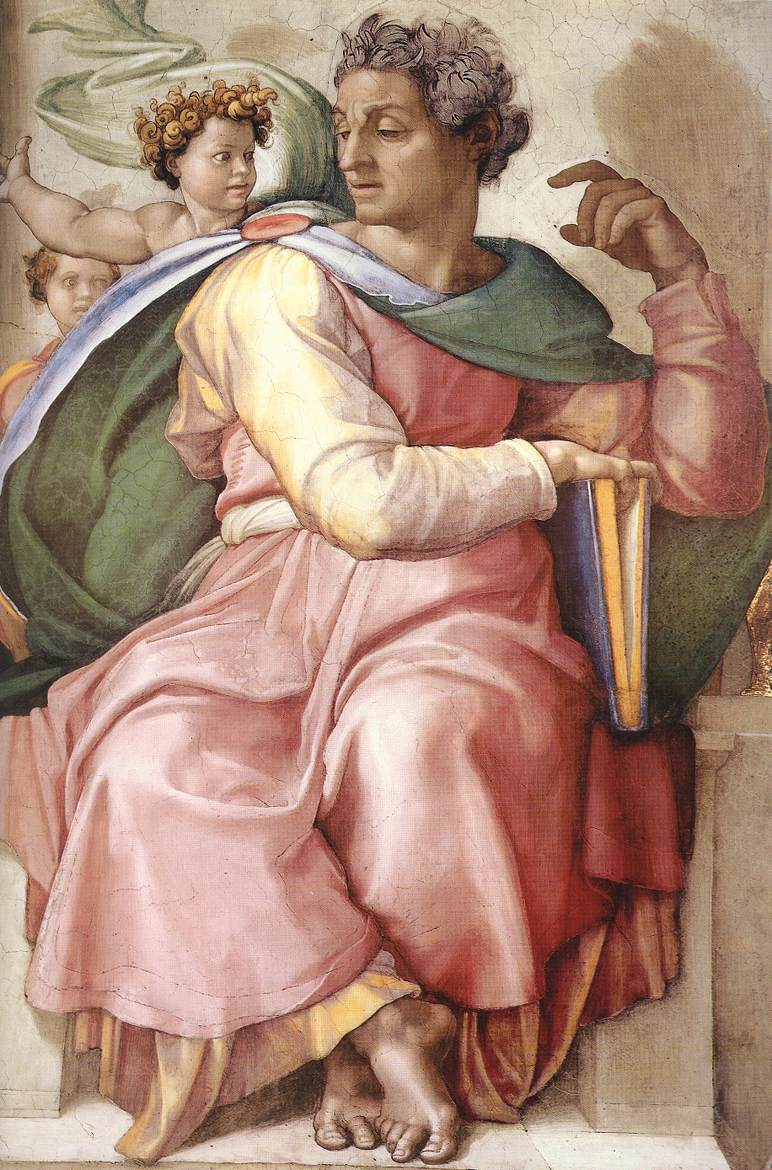
Isaïe (fresque de Michelangelo)

## Haftara
La haftara est une portion des livres des Neviim ("Les Prophètes") qui est lue publiquement à la synagogue après la lecture de la Torah. Elle présente généralement un lien thématique avec la parasha qui l'a précédée.
La haftara pour la parashat Shoftim est Isaïe 51:12–52:12. Elle ne fait pas immédiatement référence à la parasha, mais à la consolation du peuple à la suite de la destruction des Temples. C'est la quatrième des sept haftarot de consolation, aboutissant à Rosh Hashana, le Nouvel An juif.